# Quartel dos Mouros
O Quartel dos Mouros (chinês: 摩爾兵營), também conhecido como Edifício da Capitania dos Portos (chinês: 港務局大樓), é um edifício histórico situado em São Lourenço, na Região Administrativa Especial de Macau da República Popular da China. O edifício faz parte do Centro Histórico de Macau, que foi aprovado como Património Mundial da Humanidade da Organização das Nações Unidas para a Educação, a Ciência e a Cultura a 15 de julho de 2005.

## História
O edifício foi construído em agosto de 1874 para alojar um regimento de Goa, Estado da Índia, sendo projetado pelo arquiteto italiano Cassuto. Em 1905, o edifício transformou-se na sede da Capitania dos Portos e da Polícia Marítima e Fiscal de Macau. O edifício abriga atualmente a sede da Direção dos Serviços de Assuntos Marítimos e de Água.

## Arquitetura
A estrutura de estilo neoclássico foi construída com tijolos na encosta da Colina da Barra. O edifício criado sob influência mogol, tem o diâmetro de 67,5 metros de comprimento e 37 metros de largura. Na parte posterior há dois andares e na outra parte há somente um andar. O edifício está pintado de amarelo e branco.